# Джефферсон Мейз
Льюїс Джефферсон Мейз (англ. Lewis Jefferson Mays, нар. 8 червня 1965 , Нью-Лондон , США) — американський актор.
Відомий насамперед своїми театральними ролями. За роботу у виставах «Я сама собі дружина» (його бродвейський дебют 2003 року), «Кров і дари» (2011), «Посібник джентльмена з кохання і вбивства» (2012), «Осло» (2016), «Різдвяна пісня» (2018) здобув численні нагороди, зокрема премії «Тоні», «Драма Деск», «Зовнішнє коло критиків», Гелен Гейс⁠, Люсіль Лортель, «Обі» й «Театральний світ».
Відзначений премією «Ауді» й кількома «Навушниками» за нарацію аудіокниг, серед яких твори Джона Стейнбека, Джеймса Паттерсона, Чака Поланіка, Філіпа Діка й книжкові серії Джеймса Корі.
2020 року вийшов фільм «Різдвяна пісня Чарльза Дікенса» — запис театральної адаптації, співавтором якої був Мейз. Як і «Я сама собі дружина», це моновистава, у якій він виконав десятки ролей. Серед інших екранних робіт телесеріали «Закон і порядок: Спеціальний корпус», «Перрі Мейсон», «Американці», «Ім'я мені — ніч», «Джулія», фільми «Балада Бастера Скраггса», «Трагедія Макбета», «Вроджена вада».